# 靶向给药
靶向给药（英文：Targeted drug delivery），或称靶向药物递送或智能药物递送，是一种以增加身体某部位药物浓度的方式向患者进行药物递送的方法。当代靶向给药的递送方式主要建立在以纳米医学的基础之上，采用纳米粒子介导的药物递送系统，以克服传统药物递送方式的诸多不足。纳米颗粒凭借自身的靶向能力，将载有药物的制剂传送至患者体内的特定病灶，以避免药物与健康组织起作用从而减少不良反应。靶向给药系统的目标是：延长药物作用时间、将药物控制在局部范围、将药物靶向递送至病灶，并维持药物与病灶组织的相互作用。传统的药物递送系统是指：药物通过生物膜的吸收，而“靶向释放系统”（Targeted release system ）是以特殊剂型释放药物。靶向释放系统优势在于：减少患者服药频率、更具一致性的药物作用、减轻药物副作用和降低体循环中药物浓度波动。现阶段该系统的劣势在于：成本较高、生产难度较大、剂量调整能力降低。
靶向药物递送系统已开发了一种优化的再生技术，该系统可定量得将药物缓慢且长效地输送至体内的目标病灶。这有助于维持体内所需的血药浓度和组织药物浓度，并防止药物对健康组织造成损害。药物输送系统是一种多学科集成的技术，需要由化学家、生物学家、制药工程学家等多学科合力进行优化的技术。

## 背景
在传统给药系统，如口服给药或静脉注射给药等系统中，药物可通过血液循环过程分布至全身。而通常对于大多数非靶向药物，只有少部分药物分子会经血液循环输送至目标病灶，如化学疗法中约99%的药物不会抵达目标肿瘤部位。靶向给药旨在将药物富集在目标组织中，同时降低药物在非目标组织中的相对浓度。如一些靶向给药方式可通过避开身体的防御机制，抑制在肝脏和脾脏中的药物非特异性分布，该系统可以使人体中的目标部位达到更高的药物浓度从而提高疗效，并同时降低非目标部位的药物浓度，以降低副作用。在设计靶向释放系统时，必须考虑以下因素：药物属性、药物副作用、药物递送途径、靶向部位和疾病本身。
新治疗手段的发展，均需要创造一种体内释放药物并使得药物起效的微环境，而通过靶向给药方式可避免形成微环境过程中的药物副作用。例如，靶向药物系统可将药物递送至心脏组织，促进再生心脏组织领域的进展。
靶向给药可分为两种：
- 主动靶向给药（Active targeting）：如某些抗体药物

- 被动靶向给药（Passive targeting）：如通过增强渗透和滞留效应（EPR-effect）的药物

## 靶向方法

### 被动靶向
被动靶向给药是通过将大分子或纳米颗粒包裹药物分子，并将药物被动地通过体循环输送至靶器官实现。被动靶向系统中，药物的靶向效果与体循环时间直接相关。例如，可通过某种纳米粒子对药物进行包衣（Coat）来实现纳米粒包裹，如聚乙二醇（PEG）材料。通过将PEG材料引入纳米粒子的表面的药物包衣具亲水性，即水分子可通过PEG上的氧原子形成氢键，而大量的氢键使纳米颗粒周围形成一层水化膜，使该药物分子具有抗吞噬作用。另一个示例，是利用网状内皮系统（RES）的天然疏水相互作用开发的纳米粒，其颗粒获得了疏水性，使载药纳米颗粒能够在体循环中停留更长时间。研究这种被动靶向机制中，发现体积在10到100纳米之间的纳米粒可在系统循环中停留更长时间。

### 主动靶向
载药纳米粒的主动靶向性，可增强被动靶向效果，使纳米粒对靶器官更具特异性。有几种方法可实现主动靶向，其中之一是了解药物目标组织上细胞上受体的性质，后利用细胞上的特异性配体，使纳米颗粒特异性地结合具有互补受体的细胞。当使用转铁蛋白作为细胞特异性配体时，发现这种形式成功实现了主动靶向。转铁蛋白与纳米颗粒具有结合力，因此纳米粒可靶向结合至在膜上具有转铁蛋白受体的肿瘤细胞，并通过内吞机制将药物输送至肿瘤细胞。这种靶向方法是通过主动摄取（Updake）机制进行，以避免将药物作用在不具结合力的细胞。另一个示例，是细胞特异性配体与整合素αvβ3结合的RGD基序。这种整合素（Integrin）在肿瘤和活化的内皮细胞中的表达较高。载有药物的纳米粒子与RGD结合，已被证明在体外实验中可增加癌细胞对于药物的摄取，并在体内药效实验中展示较好的治疗效果。
主动靶向也可通过利用磁性脂质体（Magnetoliposome）来实现，磁性脂质体通常用作核磁共振成像中的造影剂，其通过磁性定位将磁性脂质体转移至身体的靶器官。
此外，有些纳米颗粒可依靠某些如如pH敏感材料，在体内目标组织触发释放药物的能力。身体大部分组织的pH值近似，呈现中性。而某些组织天然呈现较强的酸性，因此纳米颗粒可利用这种特殊性，在其处于特殊pH值时释放药物。另一种特定的触发机制基于氧化还原电位。罹患肿瘤的症状之一是组织缺氧，其会改变肿瘤附近的氧化还原电位。通过将纳米粒载体设计为在特定的氧化还原电位会触发载体释放药物，因此这类主动靶向载体可按不同类型的肿瘤设计靶向性或选择性。
同时对被动和主动靶向技术加以利用，载药的纳米颗粒比传统药物更具优势。它能够在体内循环较长时间，直至通过细胞特异性配体、磁性定位或pH响应材料成功被吸引至靶器官。基于这些优势，载药纳米颗粒可仅作用于病灶，相较传统药物其副作用大幅度降低。同时，纳米毒理学这一新兴领域主要研究纳米粒子本身可能对环境或人类健康构成的威胁或副作用。主动靶向也可通过基于多肽的药物靶向递送系统来实现。

## 递送载体
药物递送载体可基于类型分类：聚合物胶束（Polymeric micelle）、脂质体、基于脂蛋白的药物载体、纳米颗粒药物载体、树状聚合物载体等。理想的药物递必须是无毒的、生物相容的、非免疫原性的、可生物降解的，并且必须可避开体内的防御识别机制。

### 多肽
细胞表面的多肽提供了一种将药物递送至靶细胞的途径。其通过肽与靶细胞表面的受体存在结合力，以实现药物的靶向递送。这种方式需绕过免疫防御机制，否则其递送速率会减慢。例如：细胞间粘附分子-1，其在靶细胞中表现出很强的结合力。基于强结合亲和力的性质，多肽载体在治疗自身免疫性疾病和癌症领域均展现其用途。此外多肽介导的递送系统生产成本较低且构造简单，让其在制药领域越来越受到关注。

### 脂质体

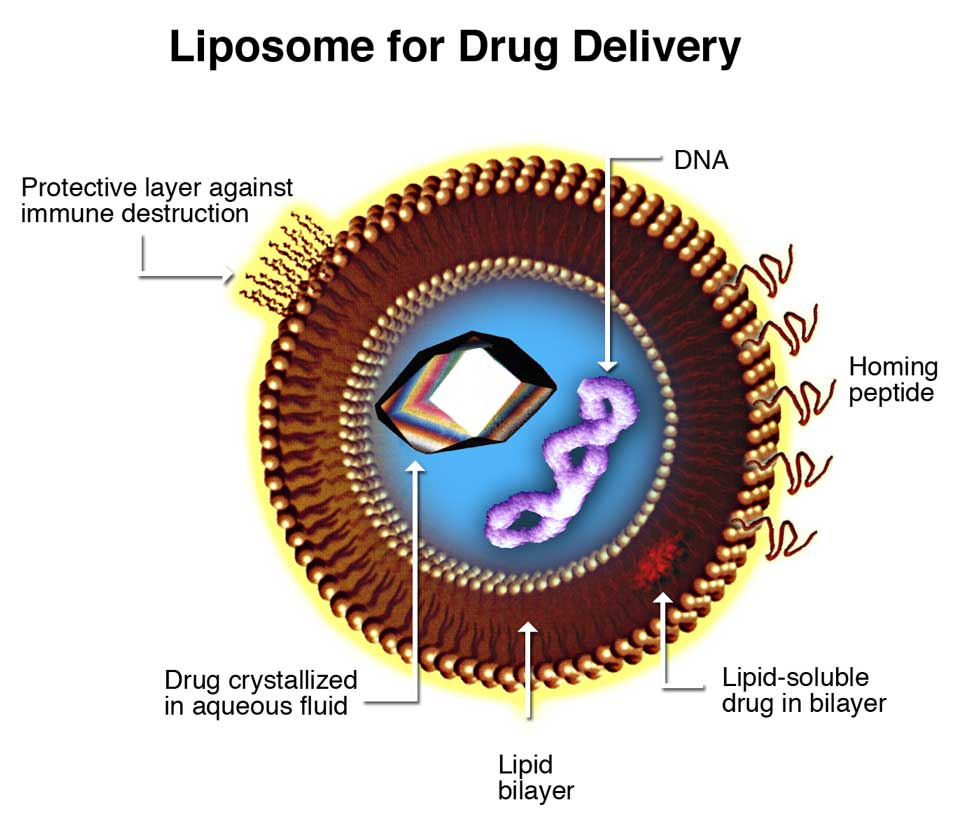
脂质体是由磷脂组成的复合结构，可以包含少量的小分子。虽然脂质体的大小可以从几微米至几十微米不等，而单层脂质体（如图所示）通常为较小的尺寸范围，其表面可附着不同的靶向配体，允许脂质体在病理区域发生表面附着和聚集，以治疗相关疾病。

脂质体是目前用于靶向给药的最常见载体。脂质体无毒性、无溶血性，即使重复注射也无免疫原性；且脂质体具有生物相容性和可生物降解性，因此被设计为避开清除机制，如：网状内皮系统 (RES)、肾脏清除、化学或酶失活等。纳米载体可使用脂类配体进行包衣，并将药物分子有效载荷，将其储存在疏水性外壳或亲水性内壳中。脂质体材质选择取决于所载荷的药物或造影剂的性质。
体内使用脂质体的困难之一，是其会迅速被RES系统吸收和清除，而且脂质体在体外的稳定性较差。为了解决以上问题，可将聚乙二醇（PEG）取代至脂质体表面。有关文献报道，若将脂质体表面上PEG的摩尔百分比增加至4-10%，可显着增加生物体内的循环时间由200分钟增加至1000分钟。另外脂质体药物的给药途径只可通过静脉注射或吸入给药而不建议口服，因脂质体会在胃肠道消化系统中降解。
将脂质体纳米载体进行聚乙二醇化，还可延长整个脂质体的半衰期，同时保持脂质纳米载体的被动靶向能力。当脂质体被用作递送系统时，通常被设计为特定诱导条件下的不稳定性，即：体内循环当脂质体接近靶组织或靶细胞时，会选择性地释放封装的药物分子。由于肿瘤组织会过度依赖糖酵解，引发肿瘤组织周围酸度提高并触发脂质体释放药物，因此这类纳米载体系统可用于抗癌治疗。
通过利用肿瘤的内部或外部环境如：活性氧、谷胱甘肽、酶、缺氧和5'-三磷酸腺苷（ATP），已经开发了众多基于内源性因素触发脂质体释放药物的途径，而这些因素通常都存在于肿瘤内部或肿瘤周围环境中。除此之外，还可使用外部触发装置如：光、低频超声波（LFUS）、电场和磁场。其中LFUS已被证明在小鼠体内，可控制各种药物（如顺铂和钙黄绿素）的靶向性。

### 胶束和树枝状聚合物
可使用聚合物胶束作为药物递送载体，它们由某些亲水和疏水单体组成的两亲共聚物制备而成。这种药物载体可用于携带溶解性差的药物分子，以提高载药浓度。但该方法在分子尺寸的局限性，以及功能适应性方面较差。已经开发出利用反应性聚合物和疏水性添加剂，以制备具有一系列分子体积更大的胶束技术。
树枝状聚合物也是基于聚合物的药物载体递送工具。这种递送系统有一个核心，它以规则的间隔分支，形成一个小的、球形且非常致密的纳米载体。

### 生物可生物降解颗粒
生物可降解颗粒（Biodegradable particles）能够将药物递送至病灶，并作为控释（Controlled-release）制剂的载体。已发现携带P-选择素、内皮选择素（E-选择素）和ICAM-1配体的生物可降解颗粒，会粘附在发生炎症的内皮细胞上。此外，还可使用生物可降解颗粒用于心脏组织的靶向给药。

### 基于微藻的递送
微藻混合微型机器人具有生物相容性，可用于肺部和胃肠道中主动靶向递送药物，其已在小鼠测试中证明有效。例如一下两项研究：荧光染料或细胞膜包衣的纳米颗粒可功能化藻类马达（Algae motor），其被嵌入一种对pH敏感的胶囊内，以及载有抗生素的嗜中性粒细胞膜，通过包衣制备的聚合物纳米颗粒可附着到天然微藻上”。

### 人工DNA纳米结构
DNA纳米技术可使用DNA等核酸构建人工设计的纳米结构，结合DNA计算系统的模拟，可以预测人工核酸纳米装置基于感知靶点环境，如何将药物输送至靶向组织。DNA本身其实是一种遗传信息载体并具有一定的生物学作用，而这类方法将DNA仅用作结构材料和药物载体。核酸逻辑电路（Nucleic acid logic circuits）只会对特定mRNA导致的刺激进行反应，从而靶向释放其体系核心中的药物。此外，还可使用DNA折纸术（DNA origami）合成了携带可控盖子的DNA“盒子”，这种结构可以先处于关闭状态下封装药物，而仅在所需的刺激时做出反应，打开盒子释放药物并完成靶向给药。

## 应用
靶向药物递送可用于治疗多种疾病，如心血管疾病和糖尿病。然而，靶向给药最重要的应用是治疗癌性肿瘤。此时靶向技术利用了增强的渗透性和保留 (EPR) 效应，以完成被动的靶向给药。肿瘤组织存在一种特殊性：其生长会快速形成血管和引起不良的淋巴回流，由于血管形成得非常快，同时会产生100至600纳米大小的窗孔（Fenestrae）结构，从而增强纳米颗粒的进入。此外，淋巴引流不畅会导致大量流入的纳米颗粒进入癌症组织后只有少部分离开，因此肿瘤组织中富集了更多的纳米颗粒以进行成功治疗。
美国心脏协会将心血管疾病列为美国第一大死因。平均每年美国发生150万起心肌梗塞（MI），也称为急性心脏病发作，其中有500,000会导致死亡。每年与心脏病相关的治疗费用超过600亿美元。因此，需要开发出最佳的心血管疾病恢复系统。解决心血管疾病问题的关键，在于使用的药物可以有效且直接靶向至病灶。这项技术可以帮助更多的再生技术开发，以治疗各种疾病。近年来，再生医学研发旨在“根治”心脏病，以转变旨在“控制”心脏病的传统模式。
干细胞疗法可用于帮助再生心肌组织，并通过在MI之前创建或支持体内微环境，以恢复心脏的收缩功能。靶向递送技术在肿瘤领域的发展，为靶向递送至心脏组织这个新兴领域提供了理论基础。最近研究表明：肿瘤中存在不同的内皮表面，这推动了内皮细胞粘附（Cell adhesion）分子介导的肿瘤靶向药物递送的开发。
脂质体可用作治疗结核病的药物载体。结核病的传统治疗方法是皮肤用药，由于皮肤给药无法在感染部位达到足够的药物浓度，其治疗效果通常不佳。脂质体递送系统可利用微噬菌体将药物更好的渗透入皮肤组织，并更好地提高感染部位的药物浓度。
使用3D打印技术，可有效的研究药物如何递送至癌性肿瘤。通过打印与肿瘤形状一致的3D塑料类似物，并用治疗中使用的药物填充此塑料类似物，可通过到观察药物液体在塑料中的流动，评价和调整药物的剂量和靶向位点。

## 扩展阅读
- Schroeder, Avi; Honen, Reuma; Turjeman, Keren; Gabizon, Alberto; Kost, Joseph; Barenholz, Yechezkel. . Journal of Controlled Release. 2009, 137 (1): 63–8. PMID 19303426. doi:10.1016/j.jconrel.2009.03.007.
- Scott, Robert C.; Wang, Bin; Nallamothu, Ramakrishna; Pattillo, Christopher B.; Perez-Liz, Georgina; Issekutz, Andrew; Valle, Luis Del; Wood, George C.; Kiani, Mohammad F. . Biotechnology and Bioengineering. 2007, 96 (4): 795–802. PMID 17051598. S2CID 30039741. doi:10.1002/bit.21233.
- Scott, Robert C; Crabbe, Deborah; Krynska, Barbara; Ansari, Ramin; Kiani, Mohammad F. . Expert Opinion on Drug Delivery. 2008, 5 (4): 459–70. PMID 18426386. S2CID 71338475. doi:10.1517/17425247.5.4.459.
- Wang, Bin; Rosano, Jenna M; Cheheltani, Rabe'e; Achary, Mohan P; Kiani, Mohammad F. . Expert Opinion on Drug Delivery. 2010, 7 (10): 1159–73. PMID 20738211. S2CID 19679654. doi:10.1517/17425247.2010.513968.
- Wang, Bin; Scott, Robert C.; Pattillo, Christopher B.; Prabhakarpandian, Balabhaskar; Sundaram, Shankar; Kiani, Mohammad F. Kang, Kyung A.; Harrison, David K.; Bruley, Duane F. , 编. . Advances in Experimental Medicine and Biology 614. Springer. 2008: 333–43. ISBN 978-0-387-74910-5. PMID 18290344. doi:10.1007/978-0-387-74911-2_37.
- YashRoy R.C. (1999) Targeted drug delivery.Proceedings  ICAR Short Course on "Recent approaches on clinical pharmacokinetics and therapeutic monitoring of drugs in farm animals", Oct 25 to Nov 3, 1999, Div of Pharmacology and Toxicology, IVRI, Izatnagar (India), pp. 129–136. https://www.researchgate.net/publication/233426779_Targeted_drug_delivery?ev=prf_pub （页面存档备份，存于）